# Marie Christine de Wurtemberg
Marie Christine de Wurtemberg (en allemand : Maria Christina Herzogin von Württemberg), duchesse de Wurtemberg, née le 2 septembre 1924 à Tübingen (Allemagne), est un membre de la maison de Wurtemberg, devenue par mariage princesse de Liechtenstein.

## Biographie
Marie Christine de Wurtemberg (Maria Christina Helene Philippine Albertine Margarethe Amélie Elisabeth Therese Rosa Josepha Antonia Hedwig Aloysia Herzogin von Württemberg), née le 2 septembre 1924 à Tübingen, en Allemagne, et baptisée le même jour, est la fille du duc Philippe Albert de Wurtemberg, chef de la maison de Wurtemberg, et de sa première épouse l'archiduchesse Hélène de Habsbourg-Toscane qui meurt, une semaine après la naissance de Marie Christine, le 8 septembre 1924,.
Par son père, elle est la petite-fille du duc Albert de Wurtemberg, dernier prince héritier de Wurtemberg, et de l'archiduchesse Marguerite de Habsbourg-Lorraine ; par sa mère, elle est la petite-fille de l'archiduc Pierre-Ferdinand de Habsbourg-Toscane, grand-duc de Toscane, et de la princesse Marie-Christine de Bourbon-Siciles qui est également sa marraine,. 
Veuf depuis 1924, Philippe Albert de Wurtemberg, père de Marie Christine, se remarie, en 1928, avec sa belle-sœur Rose-Marie de Habsbourg-Toscane. Le couple a six enfants. Marie Christine a donc, notamment, une sœur cadette, la duchesse Marie-Thérèse de Wurtemberg, qui se marie en 1957 avec Henri d'Orléans, héritier du trône de France (dont elle divorce en 1984), et un frère, le duc Charles de Wurtemberg, qui est (de 1975 à sa mort en 2022) prétendant au trône de Wurtemberg.
L'arrivée au pouvoir d'Hitler en Allemagne contraint sa famille à quitter Stuttgart en 1934 pour s'installer dans la banlieue de Berlin en raison de l'hostilité des dirigeants nazis à l'égard des anciennes dynasties allemandes.
Elle a fréquenté une école conventuelle près d'Altötting puis une école à Frimbourg. Lorsqu'elle était en Suisse, elle a appris le français.
Elle vit actuellement au château de Rottenstein, dans le Tyrol du Sud. Elle passe également beaucoup de temps avec son fils unique, Christophe.

## Mariage et postérité
Marie Christine de Wurtemberg épouse le 23 septembre 1948, au château d'Altshausen, arrondissement de Ravensbourg, en Allemagne, Georg-Hartmann de Liechtenstein né le 11 novembre 1911 au château de Gross-Ullersdorf, district de Šumperk, région d'Olomouc, Tchéquie et mort le 18 janvier 1998 à Vienne, en Autriche. Georg-Hartmann est le quatrième enfant et le troisième fils du prince Aloïs de Liechtenstein et de son épouse la princesse impériale et archiduchesse Élisabeth de Habsbourg-Lorraine, nièce de l'empereur François Joseph Ier d'Autriche
Marie Christine et Georg-Hartmann de Liechtenstein ont sept enfants, tous titrés prince ou princesse de Liechtenstein : 
- Margarita de Liechtenstein (née le 1er mai 1950 à Vienne, et morte le 25 juillet 2013), architecte d'intérieurs, mariée à Einsiedeln, le 20 septembre 1974 avec Hans-Peter Klien (né le 6 septembre 1946, à Wolfurt, Voralberg et mort à Rankweil, Voralberg, le 23 juin 2014), dont deux enfants ;
- Maria-Assunta de Liechtenstein (née le 28 avril 1952 à Vienne), diplômée en biologie, mariée civilement à Vaduz le 24 avril 1981, puis religieusement à Vienne, le 9 mai 1981 avec Harald Link (né à Bâle, Suisse, le 12 janvier 1955), dont deux enfants ;
- Isabelle de Liechtenstein (née le 17 mai 1954 à Vienne), docteur en médecine généraliste, mariée civilement à Munich le 23 février 1976, puis religieusement à Vienne le 28 février 1976, avec Raimund Adalbert comte zu Erbach-Fürstenau (né à Heidelberg, le 2 avril 1951 et mort à Bad König, le 2 septembre 2017), dont quatre enfants ;
- Christoph de Liechtenstein (né le 15 janvier 1958 à Vienne), docteur en droit, célibataire ;
- Marie-Helene de Liechtenstein (née le 8 septembre 1960 à Vienne), assistante technique médicale, célibataire ;
- Georgina de Liechtenstein (née le 13 novembre 1962 à Vienne), docteur en médecine, épouse civilement à Vaduz le 10 octobre 1985, puis religieusement à Friedrichshafen le 23 novembre 1985 Clemens, comte von Waldburg zu Zeil und Trauchburg (né à Munich, le 13 avril 1960), dont cinq enfants ;
- Michaela de Liechtenstein (née le 5 juillet 1969 à Vienne), diplômée en histoire, sciences politiques et journalisme, épouse à Hafling le 27 septembre 2008 Alexander Heuken, né à Düsseldorf en 1977, dont un fils.

Veuve depuis 1998, Marie Christine de Wurtemberg devient centenaire le 2 septembre 2024 et demeure à Vienne en Autriche et également au château de Rottenstein, dans le Tyrol du sud,,.

## Distinction
- Dame noble de l'ordre de la Croix étoilée, Autriche-Hongrie.

## Titulature
- 24 septembre 1924 — 23 septembre 1948 : Son Altesse Royale la duchesse Marie Christine de Wurtemberg ;
- Depuis le 23 septembre 1948 : Son Altesse la princesse Marie Christine de Liechtenstein.